# Thaler de l'Érythrée italienne
Le thaler (en italien, tallero) est l'ancienne monnaie officielle de l'Érythrée italienne de 1890 à 1921. Il est divisé en cinq lires ou 10 decimi.

## Histoire monétaire
Comme conséquence de la conférence de Berlin (1885), l'Érythrée est annexée par le royaume d'Italie en 1890 où des billets de banque italiens spécifiques circulaient depuis cinq ans. Dans la foulée, Rome décide de la fabrication d'une nouvelle monnaie, le tallero, calquée sur la thaler de Marie-Thérèse (TMT), principale unité de transaction circulante dans la région. Une grosse pièce en argent de 28,06 g est frappée à 800 millièmes pour une valeur au change de 5 lires italiennes pesant 25 g à 900 millièmes. La prime à l'échange en fonction du poids du métal est donc dérisoire. Ce choix s'explique en grande partie pour que s'impose cette nouvelle monnaie. Il n'en demeure pas moins qu'un trafic sur le thaler se mit en place assez rapidement, le TMT étant plus titré, soit d'une différence de près d'un gramme d'argent fin.

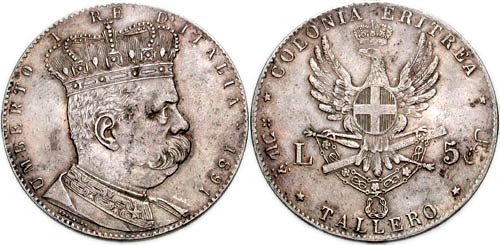
Tallero de 5 lires (1891), argent, avers/revers.

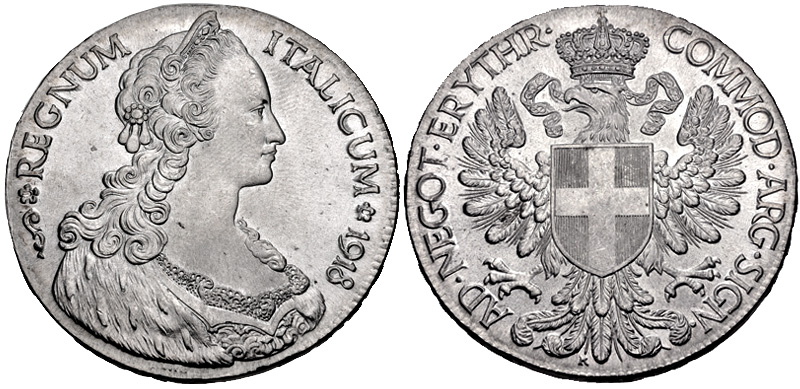
Type du Tallero d'Italia conçu par Attilio Motti, frappé à Rome en 1918, au même poids.

Le thaler érythréen a été divisé en 5 lires ou 10 décimes (decimi), un décime valant 10 centesimi. Des sous-multiples du thaler ont été frappés en argent entre 1890 et 1896 soit pour des valeurs de 50 centesimi, 1 et 2 lires. La pièce de 1 thaler ne fut frappée qu'entre 1891 et 1896. Toutes ces pièces conçues par Filippo Speranza figurent au droit le portrait du roi Umberto. Au revers, outre la mention Colonia Eritrea, sont inscrites les valeurs en italien, arabe et amharique. 
En 1918, l'Italie fait frapper un nouveau thaler au même poids mais titré 835 millièmes, dessiné par Attilio Silvio Motti, figurant une personnification de l'Italie et les armes du royaume.
Après 1918, la monnaie de Rome ne frappe plus aucune pièce. En 1935, des milliers de TMT type 1780 sont refrappés, afin de pallier le manque de numéraire dans la région où circule le birr éthiopien. L'année suivante la colonie érythréenne est intégrée à l'Afrique orientale italienne.